# Albert von Namur (Jaffa)
Albert von Namur (* nach 1071; † um 1122) war durch Ehe bzw. als Regent für seinen Stiefsohn Graf von Jaffa.
Er war ein jüngerer Sohn von Albert III., Graf von Namur. Seine Mutter war Ida von Sachsen.
Während sein älterer Bruder Gottfried die väterliche Grafschaft erbte, suchte Albert sein Glück im Heiligen Land. Möglicherweise gelangte er schon mit dem Ersten Kreuzzug dorthin, jedenfalls lässt er sich spätestens 1112 im Königreich Jerusalem nachweisen.
1118 starb dort der Graf von Jaffa, Hugo I. Die Grafschaft Jaffa bildete damals die zwischen Kreuzfahrern und Fatimiden stark umkämpfte Südgrenze des Königreichs und bedurfte eines starken Grafen. Allerdings war Hugos Sohn, Hugo II. noch minderjährig. Deshalb vermittelte König Balduin II. von Jerusalem die schnelle Wiederverheiratung der Witwe Hugos, Mabille von Roucy aus dem Haus Montdidier, mit Albert von Namur. Aus dem Recht seines minderjährigen Stiefsohnes übernahm nun Albert die Regierung der Grafschaft Jaffa.
Albert starb um das Jahr 1122 und der inzwischen volljährige Hugo II. übernahm die Grafschaft.